# Witold Zacharewicz
Witold Zacharewicz, poljski filmski igralec, * 26. avgust 1914, Plock, Ruski imperij (zdaj Poljska), † 16. februar 1943, koncentracijsko taborišče Auschwitz.
V 1930. letih je s filmskimi vlogami zaslovel na Poljskem in pritegnil pozornost Hollywooda, tik pred začetkom njegove mednarodne kariere pa je izbruhnila druga svetovna vojna, med katero je sodeloval v odporniškem gibanju proti nemški okupaciji. Po zajetju je bil interniran v koncentracijskem taborišču Auschwitz in tam nekaj mesecev kasneje usmrčen.

## Življenjepis
Njegova starša sta se ločila, ko je bil še majhen otrok, nakar ga je vzgajala mati. Po maturi je vpisal študij polonistike na Univerzi v Varšavi, kjer je obiskoval tudi predavanja na Državnem inštitutu za odrsko umetnost in začel nastopati v gledališču. Opazil ga je režiser Józef Lejtes in že za drugo filmsko vlogo (Mlody Las, 1934) je Zacharewicz prejel priznanje na Sovjetskem filmskem festivalu v Moskvi.
V njegovo filmsko podobo se je zaljubila takrat najstnica Halina Schneidrówn, ki ga je kasneje spoznala prek strica, nakar sta si več let dvorila. V teh letih je zaslovel, še posebej s filmoma Róza in Barbara Radziwillówna, slednji je prejel častno omembo na filmskem festivalu v Cannesu. S svojo postavo in prodornimi očmi je postal poljski seks simbol. Poslal je posnetke Samuelu Goldwynu, ki mu je ponudil pogodbo z United Artists.
1. septembra 1938 pa je bil vpoklican v vojsko, kar mu je uspelo do takrat nekaj let odlagati. Ravno ob koncu enoletnega vojaškega roka je izbruhnila vojna. Ob sovjetski invaziji v poljski kampanji je studio ponudil, da ga z družino spravi iz države, kar pa je Zacharewicz zavrnil in se pridružil boju proti Wehrmachtu, ki je kljub odporu zavzel Varšavo. Halina je med okupacijo živela pri starših na podeželju in ga je redno obiskovala. Februarja 1940 je izvedela, da je noseča, in par se je poročil maja tega leta. Septembra 1940 sta dobila sina Kiejstuta Antonija. Zacharewicz se je v tem času preživljal kot natakar in kasneje kot gledališki igralec, bil pa je tudi del skrivne odporniške celice, ki je pomagala Judom bežati v tujino.
Oktobra 1942 ga je zaradi izdaje ovaduha aretiral Gestapo. Iz pripora je bil premeščen v zapor Pawiak, od tam pa sredi novembra v Auschwitz. Ker ni bil Jud, ni bil takoj usmrčen, so pa nacisti na njem izvajali poskuse z nalezljivimi boleznimi. Sredi februarja naslednje leto so ga po besedah sojetnikov zaradi nesodelovanja pri zasliševanjih usmrtili z injekcijo fenola v srce.

## Filmografija
- Pod twoją obronę (1933)
- Młody las (1934)
- Kochaj tylko mnie (1935)
- Nie miała baba kłopotu (1935)
- Barbara Radziwiłłówna (1935)
- Róża (1936)
- Halka (1937)
- Znachor (1937)
- Druga młodość (1938)
- Profesor Wilczur (1938)
- Kościuszko pod Racławicami (1938)
- Gehenna (1938)